# Gâteau creusois
Le gâteau creusois (ou simplement creusois) est un dessert typique de la Creuse, dans le Limousin, et dans les Combrailles, à base de noisettes.

## Histoire
Selon la légende, sa recette proviendrait d'un parchemin du XVe siècle découvert lors de travaux en 1969 dans l'ancien monastère grandmontain de la commune de La Mazière-aux-Bons-Hommes, dans le canton de Crocq. Écrite en vieux français, elle a ensuite été traduite. Le gâteau était notamment dit « cuit en tuile creuse », expression lui donnant son nom.
Un fac-similé de ce parchemin est aujourd'hui visible à l'Office du tourisme de Crocq.
C'est grâce à André Lacombe, alors président des Pâtissiers de la Creuse, que le creusois est sorti de l'ombre. Son idée fut de lancer un gâteau et d'en faire une spécialité du département. Tous ses collègues de l'époque faisant partie du syndicat qu'il présidait ont accepté de le suivre dans cette aventure. Il fallait que ce gâteau se conserve, soit fabriqué par tous de la même manière, etc..

## Recette pâtissière secrète
La recette est inspirée d’une recette ancienne pour élaborer un gâteau aux noisettes qu'on a ensuite appelé « Le Creusois ». Cette recette est gardée secrète, elle n'est connue que des 31 pâtissiers de l'association Le Creusois, qui sont les seuls à avoir l'autorisation de fabriquer ce gâteau pur beurre aux noisettes vendu avec cette étiquette. Ils s'engagent sous couvert de cette étiquette à respecter scrupuleusement la recette et à n'utiliser que des ingrédients de la meilleure qualité.
Depuis son lancement, ce gâteau a connu un véritable succès commercial : tous les ans, plus de 160 000 gâteaux de 320 grammes sont produits dans les seules pâtisseries creusoises avec l'étiquette « Le Creusois ».
La grande distribution commercialise aussi des gâteaux se réclamant de la même recette. C'est par exemple le cas de la marque Reflets de France, propriété de l'enseigne Carrefour.

## Ingrédients
Pour une recette ménagère, ce dessert nécessite en parties égales du sucre, de la farine, du beurre ainsi que des noisettes en poudre, des blancs d'œufs et un sachet de sucre vanillé.
À partir de 2025, l'association des pâtissiers creusois organisés pour produire le gâteau parvient à s'approvisionner en noisettes locales, issues d'une production du sud du département voisin de l'Indre.

## Accord mets/vins
Pour accompagner le creusois s'impose un vin doux naturel comme le rasteau ambré rancio, le rivesaltes rancio, le maury ambré rancio, le banyuls traditionnel rancio et le banyuls grand cru rancio.
Il est toutefois couramment apprécié avec un vin blanc doux et fruité de type gewurztraminer vendange tardive ou grains nobles.